# Fenomenologia di Monaco
La cosiddetta Fenomenologia di Monaco si riferisce al gruppo di filosofi, psicologi e fenomenologi che studiarono e lavorarono a Monaco di Baviera all'inizio del XX secolo, quando Edmund Husserl pubblicò la sua opera fondamentale, le Logische Untersuchungen (Ricerche logiche) che diede inizio al movimento fenomenologico. A quel tempo alcuni degli allievi di Theodor Lipps, organizzati nello Psychologische Verein ("Associazione Psicologica"), in particolare Adolf Reinach, Johannes Daubert ed Alexander Pfänder, furono ispirati dal lavoro di Husserl e lo presero come punto di riferimento per fare filosofia. Intorno al 1905 molti degli allievi di Lipps (guidati da Daubert) decisero di abbandonare Monaco e spostarsi a Gottinga, per studiare con Husserl (questo avvenimento fu chiamato l'"invasione di Gottinga da parte di Monaco").
È notevole il fatto che furono proprio i fenomenologi Reinach, Pfänder e Moritz Geiger di Monaco di Baviera a fondare nel 1912 la famosa rivista Jahrbuch für Philosophie und phänomenologische Forschung (Annali di Filosofia e di ricerca fenomenologica), diretta da Husserl. Dopo la pubblicazione da parte di Husserl delle Ideen (Idee) nel 1913, molti fenomenologi presero una posizione critica verso le sue nuove teorie, in particolare nei confronti della riduzione fenomenologica. Molti membri del gruppo di Monaco si distanziarono dalla sua nuova fenomenologia trascendentale e preferirono restare fedeli alla fenomenologia realista della prima edizione delle Ricerche logiche.

## I fenomenologi di Monaco di Baviera
- Adolf Reinach
- Johannes Daubert
- Alexander Pfänder
- Moritz Geiger
- Dietrich von Hildebrand